# Señora de Sorolla în negru
Señora de Sorolla în negru este o pictură de la începutul secolului al XX-lea a artistului spaniol Joaquín Sorolla. Face parte din colecția Metropolitan Museum of Art din New York.
Realizată în ulei pe pânză, lucrarea o înfățișează pe Clotilde García del Castillo, soția, confidenta, tovarășa de călătorie și muza lui Sorolla. Pictura o prezintă pe Clotilde purtând o rochie neagră în casa lor din Madrid. În fundal, Sorolla a redat o versiune mai mică a unuia dintre tablourile sale anterioare.
Lucrarea este expusă la The Metropolitan Museum în Galeria 827.